# Tetrablemma viduum
Tetrablemma viduum är en spindelart som först beskrevs av Brignoli 1974.  Tetrablemma viduum ingår i släktet Tetrablemma och familjen Tetrablemmidae.
Artens utbredningsområde är Angola. Inga underarter finns listade i Catalogue of Life.